# Старые краковские (свентокшиские) анналы
Ста́рые кра́ковские (свентокшиские) анна́лы (лат. Annales Cracovienses vetusti, пол. Rocznik Swietokrzyski dawny) — написанные на латинском языке древнейшие польские анналы (рочник), сохранившиеся в рукописи первой половины XII в. Охватывают период с 948 по 1136 гг. Содержат сведения по ранней польской истории, преимущественно в контексте семейных дел польских князей X—XII вв. Завершающие повествование события правления князя Болеслава III Кривоустого описаны более подробно.

## Издания
1. Annales Cracovienses vetusti / Ed. W. Arndt, R. Roepell // MGH. SS. 1866. T. XIX. P. 577—578[2].
2. Annales Cracovienses Vetusti / Ed. W. Arndt, R. Roepell // Scriptores rerum Germanicarum in usum scholarum ex MGH recudi fecit. 1866. P. 1-3[3].
3. Rocznik Swietokrzyski dawny / Ed. A. Bielowski // MPH. T. II. P. 772—774[4].
4. Semkowicz W. Rocznik tzw. swietokrzyski dawny // RAUhf. 1910. T. 53. S. 256—259.
5. Rocznik Dawny / Ed. Z. Kozlowska-Budkowa // MPH. NS. 1978. T. V. P. 3-17.

## Переводы на русский язык
1. Относящиеся к Руси фрагменты Свентокшиских анналов частичный перевод анналов Н. И. Щавелёвой на сайте Восточная литература
2. Свентокшиские анналы полный перевод анналов А. С. Досаева на сайте Восточная литература